# Killing Me Softly with His Song
"Killing Me Softly with His Song" är en sång skriven av Charles Fox, med text av Norman Gimbel. Den spelades ursprungligen in av Lori Lieberman, och utgavs under tidigt 1972. Den blev 1973 en stor hitlåt med Roberta Flack. 1996 spelade Fugees in en version enbart kallad "Killing Me Softly", detta på Grammynominerade albumet The Score.
Lill Lindfors låg under perioden 16 september-23 december 1973 i 15 veckor på Svensktoppen med en svenskspråkig version, "Sången han sjöng var min egen", översatt av Bo Rehnberg. 1997 spelade Lotta Engbergs in en version på albumet Tolv i topp.

## Listplaceringar, Roberta Flack
| Lista (1973-1974) | Position              |
| ----------------- | --------------------- |
| Australien        | 1 (Go Set)            |
| Danmark           | 9 (DR "Tipparaden")   |
| Finland           | 1                     |
| Irland            | 10                    |
| Kanada            | 1 (RPM)               |
| Nederländerna     | 4                     |
| Norge             | 4 (VG-lista)          |
| Nya Zeeland       | 1 (NZ Listner)        |
| Spanien           | 4                     |
| Storbritannien    | 6 (UK Singles Chart)  |
| Sverige           | 5 (Kvällstoppen)      |
| Sverige           | 1 (Tio i topp)        |
| USA               | 1 (Billboard Hot 100) |
| Västtyskland      | 30                    |
| Österrike         | 19                    |